# Міхалув (Белхатовський повіт)
Міхалув (пол. Michałów) — село в Польщі, у гміні Белхатув Белхатовського повіту Лодзинського воєводства.
У 1975-1998 роках село належало до Пйотрковського воєводства.